# Nkeyema
Nkeyema ist einer von 16 Distrikten in der Westprovinz in Sambia. Er hat eine Fläche von 3564 km² und es leben 106.074 Menschen in ihm (2022).
Sitz der Verwaltung ist der Ort Munkuye. Der Distrikt war, bis zu seiner Abspaltung 2012, ein Teil des Distriktes Kaoma. Der Distrikt hat mit einem Bevölkerungswachstum von 8 %, das höchste in der Westprovinz.

## Geografie
Nkeyema befindet sich etwa 300 Kilometer westlich von Lusaka. Der Distrikt liegt auf einer relativ gleichmäßigen Höhe von knapp 1200 m und fällt nach Westen leicht ab. Die Nordgrenze wird von dem Fluss Lalafuta gebildet. Im Osten des Distrikts befinden sich die Quellen des Flusses Luena.
Der Distrikt grenzt im Süden an den Distrikt Luampa und im Westen an Kaoma. Im Norden grenzt der an den Distrikt Mufumbwe in der Nordwestprovinz und im Osten an Mumbwa in der Zentralprovinz.

## Wirtschaft
Landwirtschaft ist der wichtigste Wirtschaftszweig in dem Distrikt. Dabei spielt Tabak eine große Rolle. Daneben wird vor allem Mais angebaut.

## Infrastruktur
Die Verwaltung des Distrikts war lange noch nicht von der ehemaligen Hauptstadt Kaoma in den neugebildeten Distinkt umgezogen. Dies war erst 2016 vollzogen. Es befindet sich eine Polizeistation, ein Postamt und ein Bezirkskrankenhaus in Planung (2014).
Auch die Straßen im Distrikt befinden sich in einem desolaten Zustand. Das betrifft auch die Brücken im Distrikt. So kommen immer wieder bei Überschwemmungen Menschen ums Leben, die versuchten die Flüsse zu überqueren. Insbesondere die Mabuela-Brücke wurde immer wieder gefordert und schließlich 2018 gebaut.
Ebenso ist der Gesundheitsbereich ein großes Thema. Es gab 2014 nur vier Gesundheitsposten in Nkeyema. Ein großes Problem stellt der Fachkräftemangel und die fehlenden Möglichkeiten zur Ausbildung dar.
Auch die Wasser Ver- und Entsorgung im Distrikt ist unzureichend. Die Situation hat sich etwas gebessert, nach dem die norwegische Kirchenhilfe zehn Bohrlöcher gesetzt hat.